# Bàsquet Femení Sant Adrià
Il Bàsquet Femení Sant Adrià è una società femminile di pallacanestro di Sant Adrià de Besòs, in Catalogna. Ha militato nella Liga Femenina de Baloncesto, massima divisione del campionato di pallacanestro femminile spagnolo.